# Espino (Añasco)
Espino es un barrio ubicado en el municipio de Añasco en el estado libre asociado de Puerto Rico. En el Censo de 2010 tenía una población de 1407 habitantes y una densidad poblacional de 684,19 personas por km².

## Geografía
Espino se encuentra ubicado en las coordenadas 18°16′57″N 67°6′53″O / 18.28250, -67.11472. Según la Oficina del Censo de los Estados Unidos, Espino tiene una superficie total de 2.06 km², de la cual 2.02 km² corresponden a tierra firme y (1.76%) 0.04 km² es agua.

## Demografía
Según el censo de 2010, había 1407 personas residiendo en Espino. La densidad de población era de 684,19 hab./km². De los 1407 habitantes, Espino estaba compuesto por el 79.74% blancos, el 6.47% eran afroamericanos, el 0.36% eran amerindios, el 0.07% eran asiáticos, el 7.25% eran de otras razas y el 6.11% pertenecían a dos o más razas. Del total de la población el 99.43% eran hispanos o latinos de cualquier raza.